# 藤村謙
藤村 謙（ふじむら ゆずる、1892年（明治25年）11月16日 - 1977年（昭和52年）3月29日）は、大日本帝国陸軍軍人。最終階級は陸軍中将。

## 経歴
1892年（明治25年）に東京府で生まれた。陸軍士官学校第26期、陸軍大学校第38期卒業。1937年（昭和12年）に野砲兵第6連隊に就任し、日中戦争に出撃。保定会戦、杭州湾上陸作戦、南京攻略、広州掃討戦、武漢攻略に参加し、華北・華中で連戦した。1938年（昭和13年）に陸軍砲兵大佐に進級し、1939年（昭和14年）に留守第4師団参謀長を経て、1940年（昭和15年）に満州国軍政部顧問に就任した。
1941年（昭和16年）に陸軍少将に進級し、1943年（昭和18年）に第8砲兵団長、1944年（昭和19年）に第1方面軍兵器部長を歴任。1945年（昭和20年）4月に陸軍中将に進級し、同年6月に宇都宮で編成された第351師団長に親補された。その後師団は福岡に移駐し、錬兵中であったが終戦を迎えた。
1947年（昭和22年）11月28日、公職追放仮指定を受けた。

## 栄典
外国勲章佩用允許
- 1944年（昭和19年）3月30日 - 満州国：勲二位柱国章[4]